# 스기모토 다로
스기모토 다로(일본어: 杉本 太郎, 1996년 12월 28일 ~ )는 일본의 축구 선수이다. 현재 J2리그의 도쿠시마 보르티스에서 뛰고 있다.

## 구단 경력
그는 2014년부터 J리그의 가시마 앤틀러스, 도쿠시마 보르티스, 마쓰모토 야마가 FC, 아비스파 후쿠오카에서 뛰었다.

## 국가대표팀 경력
그는 2013년 FIFA U-17 월드컵에 참가할 일본 U-17 국가대표팀에 발탁되었으며, 4경기에 출전, 1득점을 넣었다.